# 小行星11098
小行星11098（11098 Ginsberg）是一颗绕太阳运转的小行星，为主小行星带小行星。该小行星于1995年4月2日发现。

## 轨道参数
小行星11098的轨道半长轴为2.7150905 UA，离心率为0.039。